# Kim Song-hui (Tischtennisspieler)
Kim Song-hui (koreanisch 김송희; * 25. November 1968 in Pjöngjang) ist ein ehemaliger nordkoreanischer Tischtennisspieler. Er nahm zweimal an den Olympischen Spielen teil. Mit der Mannschaft gewann er dreimal Bronze bei Weltmeisterschaften.

## Karriere
Der Nordkoreaner konnte in seiner Karriere eine Vielzahl von Medaillen gewinnen. Nennenswerte Erfolge waren so der zweifache Gewinn des World Team Cups (1990 und 1991), sowie der erste Platz bei den Asienmeisterschaften 1990 im Doppel zusammen mit Kim Kuk-chol.
Bei Weltmeisterschaften gewann er insgesamt dreimal die Bronzemedaille mit der Mannschaft und einmal im Mixed. 1992 und 1996 konnte er an den Olympischen Spielen teilnehmen, musste dort aber jeweils vorzeitig das Handtuch werfen.
Anfang der 2000er Jahre – mindestens von 2000 bis 2003 – spielte Kim Song-hui beim schwedischen Verein Kalmar BTK.

## Turnierergebnisse
| Verband | Veranstaltung      | Jahr | Ort          | Land | Einzel    | Doppel        | Mixed         | Team |
| ------- | ------------------ | ---- | ------------ | ---- | --------- | ------------- | ------------- | ---- |
| PRK     | Asienmeisterschaft | 1990 | Kuala Lumpur | MAS  |           | Gold          |               |      |
| PRK     | Olympische Spiele  | 1992 | Barcelona    | ESP  | Qual.     | Qual.         |               |      |
| PRK     | Olympische Spiele  | 1996 | Atlanta      | AUS  | Qual.     |               |               |      |
| PRK     | Weltmeisterschaft  | 1985 | Göteborg     | SWE  | letzte 32 |               |               |      |
| PRK     | Weltmeisterschaft  | 1987 | Neu-Delhi    | IND  |           | Viertelfinale | Viertelfinale | 3    |
| PRK     | Weltmeisterschaft  | 1989 | Dortmund     | GER  | letzte 16 | letzte 32     | Viertelfinale | 3    |
| PRK     | Weltmeisterschaft  | 1991 | Chiba        | JPN  | letzte 32 | Viertelfinale | Halbfinale    | 6    |
| PRK     | Weltmeisterschaft  | 1993 | Göteborg     | SWE  | letzte 32 | letzte 16     | letzte 16     | 3    |
| PRK     | Weltmeisterschaft  | 2001 | Osaka        | JPN  | letzte 64 | letzte 32     | letzte 32     | 19.  |
| PRK     | World Team Cup     | 1990 | Hokkaido     | JPN  |           |               |               | 3    |
| PRK     | World Team Cup     | 1991 | Barcelona    | ESP  |           |               |               | 3    |
| PRK     | World Cup          | 1990 | Chiba        | JPN  | letzte 16 |               |               |      |

## Privat
Kim heiratete am 27. September 1992 in Pjöngjang.